# بلدة فيرنون (مقاطعة إيزابيلا)
فيرنون، مقاطعة إيزابيلا (بالإنجليزية: Vernon Township, Isabella County, Michigan)‏ هي بلدة تقع بولاية ميشيغان في الولايات المتحدة. تبلغ مساحتها 92.4 (كم²)، وترتفع عن سطح البحر 260 م، بلغ عدد سكانها 1342 نسمة في عام تعداد الولايات المتحدة 2000 حسب إحصاء مكتب تعداد الولايات المتحدة وتصل الكثافة السكانية فيها 14.6 نسمة/كم2.

## وصلات خارجية
- http://www.vernontownship.org/
- The US50 - Cities and Towns in Michigan State
- Michigan Cities and Towns, Facts, Map, Flag, Colleges, Government, and More